# Les Châtelliers-Châteaumur
Les Châtelliers-Châteaumur és un municipi francès situat al departament de Vendée i a la regió de País del Loira. L'any 2007 tenia 708 habitants.

## Demografia

### Població
El 2007 la població de fet de Les Châtelliers-Châteaumur era de 708 persones. Hi havia 267 famílies de les quals 52 eren unipersonals (28 homes vivint sols i 24 dones vivint soles), 85 parelles sense fills, 114 parelles amb fills i 16 famílies monoparentals amb fills.
La població ha evolucionat segons el següent gràfic:
Habitants censats

### Habitatges
El 2007 hi havia 303 habitatges, 277 eren l'habitatge principal de la família, 12 eren segones residències i 13 estaven desocupats. 296 eren cases i 5 eren apartaments. Dels 277 habitatges principals, 213 estaven ocupats pels seus propietaris, 60 estaven llogats i ocupats pels llogaters i 4 estaven cedits a títol gratuït; 2 tenien una cambra, 10 en tenien dues, 33 en tenien tres, 73 en tenien quatre i 159 en tenien cinc o més. 242 habitatges disposaven pel capbaix d'una plaça de pàrquing. A 139 habitatges hi havia un automòbil i a 131 n'hi havia dos o més.

### Piràmide de població
La piràmide de població per edats i sexe el 2009 era:
| Homes | Edats   | Dones |
| ----- | ------- | ----- |
| 0     | 95 o +  | 0     |
| 4     | 90 a 94 | 0     |
| 4     | 85 a 89 | 0     |
| 4     | 80 a 84 | 12    |
| 8     | 75 a 79 | 16    |
| 16    | 70 a 74 | 24    |
| 0     | 65 a 69 | 20    |
| 24    | 60 a 64 | 4     |
| 8     | 55 a 59 | 16    |
| 16    | 50 a 54 | 24    |
| 32    | 45 a 49 | 20    |
| 24    | 40 a 44 | 20    |
| 16    | 35 a 39 | 28    |
| 24    | 30 a 34 | 32    |
| 24    | 25 a 29 | 32    |
| 32    | 20 a 24 | 8     |
| 32    | 15 a 19 | 40    |
| 24    | 10 a 14 | 20    |
| 28    | 5 a 9   | 8     |
| 8     | 0 a 4   | 20    |

## Economia
El 2007 la població en edat de treballar era de 467 persones, 374 eren actives i 93 eren inactives. De les 374 persones actives 357 estaven ocupades (212 homes i 145 dones) i 16 estaven aturades (3 homes i 13 dones). De les 93 persones inactives 37 estaven jubilades, 27 estaven estudiant i 29 estaven classificades com a «altres inactius».

### Ingressos
El 2009 a Les Châtelliers-Châteaumur hi havia 277 unitats fiscals que integraven 727 persones, la mediana anual d'ingressos fiscals per persona era de 16.483 €.

### Activitats econòmiques
Dels 31 establiments que hi havia el 2007, 1 era d'una empresa alimentària, 1 d'una empresa de fabricació d'elements pel transport, 3 d'empreses de fabricació d'altres productes industrials, 9 d'empreses de construcció, 4 d'empreses de comerç i reparació d'automòbils, 1 d'una empresa de transport, 2 d'empreses d'hostatgeria i restauració, 1 d'una empresa d'informació i comunicació, 1 d'una empresa financera, 1 d'una empresa immobiliària, 6 d'empreses de serveis i 1 d'una empresa classificada com a «altres activitats de serveis».
Dels 13 establiments de servei als particulars que hi havia el 2009, 2 eren tallers de reparació d'automòbils i de material agrícola, 4 paletes, 2 guixaires pintors, 1 fusteria, 1 lampisteria, 1 perruqueria i 2 restaurants.
L'únic establiment comercial que hi havia el 2009 era una botiga de menys de 120 m².
L'any 2000 a Les Châtelliers-Châteaumur hi havia 35 explotacions agrícoles que ocupaven un total de 1.664 hectàrees.

## Equipaments sanitaris i escolars
El 2009 hi havia una escola elemental.

## Poblacions més properes
El següent diagrama mostra les poblacions més properes.